# Championnat d'Éthiopie de football 2006-2007
Navigation
Saison 2004-2005 Saison suivante
La saison 2006-2007 du Championnat d'Éthiopie de football est la soixante-et-unième édition de la première division en Éthiopie, la National League. Elle regroupe, sous forme d'une poule unique, les seize meilleures équipes du pays qui se rencontrent deux fois, à domicile et à l'extérieur. 
Le championnat est interrompu à la fin du mois de mai en raison du boycott de la compétition par un grand nombre de clubs, dont les formations de la capitale, Addis-Abeba. La fédération décide donc d'attribuer le titre à la meilleure équipe du classement qui ne participe pas à cette fronde, à savoir Awassa City FC, classé 3e au moment de l'interruption de la compétition. C'est le deuxième titre de champion d'Éthiopie de l'histoire du club après celui remporté en 2004.
Les équipes responsables du boycott sont disqualifiées. La saison prochaine, les six équipes restantes seront accompagnées par huit formations invitées pour disputer le championnat.

## Les clubs participants
| - EEPCO - Metehara Sugar FC - Ethiopian Coffee - Awassa City FC - Nyala SC - Adama City - Defence Force SC - Ethiopian Insurance FC - Promu de D2 | - Shashemene City FC - Promu de D2 - Harrar Beer Botling FC - Banks Sports Club - Saint-George SC - Muger Cement FC - Trans Ethiopia FC - Air Force FC - Tikur Abay FC - Promu de D2 |

## Compétition
Le barème de points servant à établir les classements se décompose ainsi :
- Victoire : 3 points
- Match nul : 1 point
- Défaite : 0 point

### Classement
| Rang | Équipe                  | Pts | J  | G  | N  | P  | Bp | Bc | Diff |
| ---- | ----------------------- | --- | -- | -- | -- | -- | -- | -- | ---- |
| 1    | Saint-George SCT        | 42  | 19 | 12 | 6  | 1  | 35 | 15 | +20  |
| 2    | Ethiopian Coffee        | 38  | 18 | 11 | 5  | 2  | 31 | 14 | +17  |
| 3    | Awassa City FC          | 34  | 17 | 10 | 4  | 3  | 25 | 14 | +11  |
| 4    | EEPCO                   | 26  | 18 | 7  | 5  | 6  | 22 | 16 | +6   |
| 5    | Tikur Abay FCP          | 26  | 19 | 7  | 5  | 7  | 26 | 21 | +5   |
| 6    | Metehara Sugar FC       | 26  | 18 | 7  | 5  | 6  | 23 | 20 | +3   |
| 7    | Muger Cement FC         | 26  | 19 | 6  | 8  | 5  | 12 | 15 | -3   |
| 8    | Harar Beer Botling FCC  | 24  | 19 | 5  | 9  | 5  | 12 | 11 | +1   |
| 9    | Trans Ethiopia FC       | 22  | 16 | 5  | 7  | 4  | 9  | 11 | -2   |
| 10   | Adama City              | 22  | 18 | 5  | 7  | 6  | 7  | 10 | -3   |
| 11   | Ethiopian Insurance FCP | 21  | 18 | 5  | 6  | 7  | 21 | 28 | -7   |
| 12   | Defence Force SC        | 19  | 19 | 3  | 10 | 6  | 12 | 16 | -4   |
| 13   | Shashemene City FCP     | 18  | 18 | 4  | 6  | 8  | 18 | 19 | -1   |
| 14   | Air Force FC            | 16  | 18 | 4  | 4  | 10 | 18 | 23 | -5   |
| 15   | Banks SC                | 16  | 18 | 2  | 10 | 6  | 12 | 20 | -8   |
| 16   | Nyala SC                | 9   | 18 | 2  | 3  | 13 | 11 | 41 | -30  |

|  | Qualification pour la Ligue des champions de la CAF 2008 et la Coupe Kagame inter-club 2008 |
|  | Qualification pour la Coupe de la confédération 2008                                        |
|  | Boycott de la compétition et disqualification                                               |
|  | T : Tenant du titre C : Vainqueur de la Coupe d'Éthiopie P : Promu de deuxième division     |

## Bilan de la saison
| Championnat d'Éthiopie de football 2006-2007 | |
| Champion                                     | Awassa City FC (2e titre) |
| Coupes et trophées                           | |
| Vainqueur de la Coupe d'Éthiopie 2006-2007   | Harar Beer Botling FC |
| Qualifications continentales                 | |
| Ligue des champions de la CAF 2008           | Awassa City FC |
| Coupe de la confédération 2008               | Harar Beer Botling FC |
| Coupe Kagame inter-club 2008                 | Awassa City FC |
| Promotions et relégations                    | |
| Promus en National League                    | 8 clubs |
| Relégués en Second League                    | EEPCO Metehara Sugar FC Ethiopian Coffee Nyala SC Adama City Ethiopian Insurance FC Shashemene City FC Banks Sports Club Saint-George SC Tikur Abay FC |